# 中期アイルランド語
中期アイルランド語（ちゅうきアイルランドご、英: Middle Irish、愛: An Mheán-Ghaeilge）は、10世紀から12世紀にアイルランド島、スコットランド、マン島で話されていたゲール語で、歴史言語学によって名付けられた言語名である。

## 言語名別称
- 中世アイルランド語
- Gadhelisch
- Middle Gaelic